# Benito Pérez Galdós
|  | Aquest article tracta sobre l'escriptor. Si cerqueu l'avinguda homònima de València, vegeu «Avinguda de Benito Pérez Galdós». |

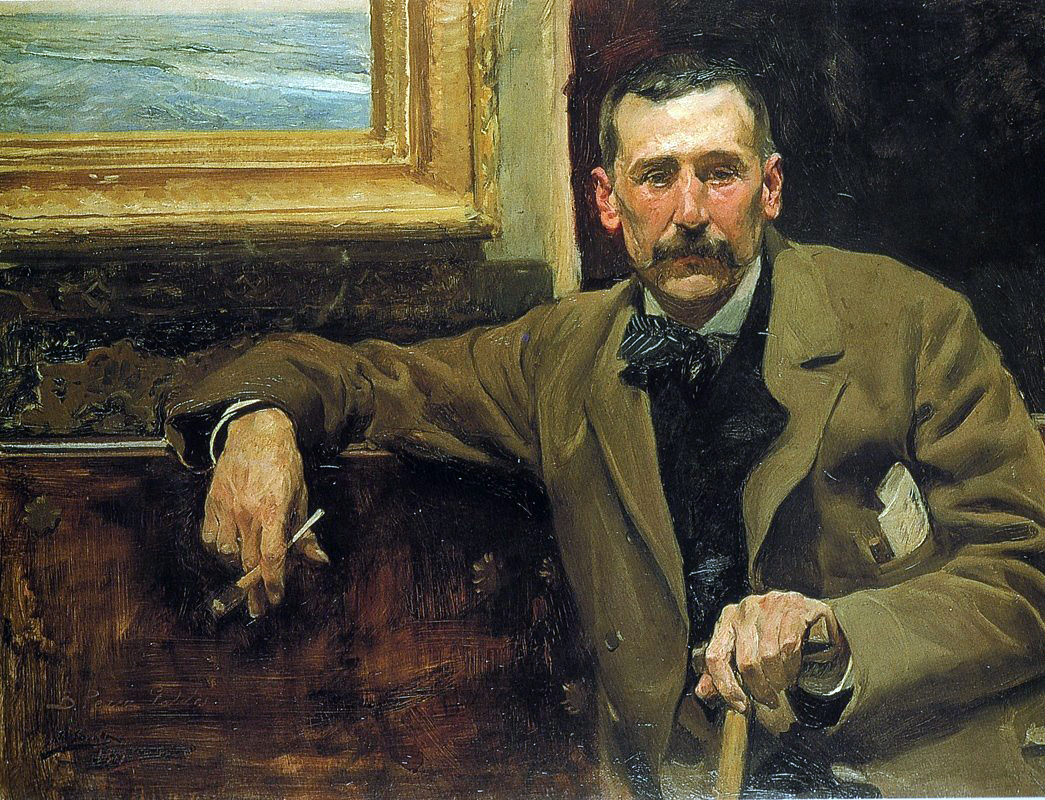
Retrat de Benito Pérez Galdós pintat per Joaquim Sorolla i Bastida

Benito Pérez Galdós (Las Palmas de Gran Canaria, 10 de maig de 1843 - Madrid, 4 de gener de 1920) és un dels màxims exponents del realisme literari en llengua castellana. Va evolucionar cap al naturalisme en les darreres etapes. Destaca pels seus diàlegs, amb barreja de registres segons els personatges i pel punt de vista, ja que el narrador es fica dins la història narrada per guiar el lector i jutjar-la. És autor sobretot de novel·la, amb una producció molt extensa que pretenia tractar tots els temes candents del segle xix, però també va escriure obres de teatre amb voluntat de crítica social i política. Va entrar a formar part de la Real Academia Española.

## Vida
Fill menor de deu germans, Galdós va néixer a Las Palmas de Gran Canaria en una família amb diners relacionada amb l'església i l'exèrcit. Va anar a Madrid a estudiar dret, on va començar la seva carrera literària amb prou èxit com per viure dels seus escrits. Allà va entrar en contacte amb els cercles polítics i culturals i va conèixer les principals personalitats de l'època. D'aquests cercles va sorgir el seu interès per la història, sempre present als seus llibres. Més endavant va viatjar a París com a corresponsal i allà va aprofundir en les obres del realisme francès, influència que és palesa a les seves novel·les. Va obtenir un escó de diputat que va abandonar al final de la seva vida, mentre entrava en una etapa més espiritual.

## Producció literària

### Novel·la contemporània
- La sombra (1870)
- La Fontana de Oro (1871)
- El audaz (1871)
- Doña Perfecta (1876)
- Gloria (1877)
- La familia de León Roch (1878)
- Marianela (1878)
- La desheredada (1881)
- El doctor centeno (1883)
- Tormento (1884)
- La de Bringas (1884)
- El amigo manso (1882)
- Lo prohibido (1884–85)
- Fortunata y Jacinta (1886–87)
- Miau (1888)
- La incógnita (1889)
- Torquemada en la hoguera (1889)
- Realidad (1889)
- Ángel Guerra (1890–91)
- Tristana (1892)
- Nazarín (1895)

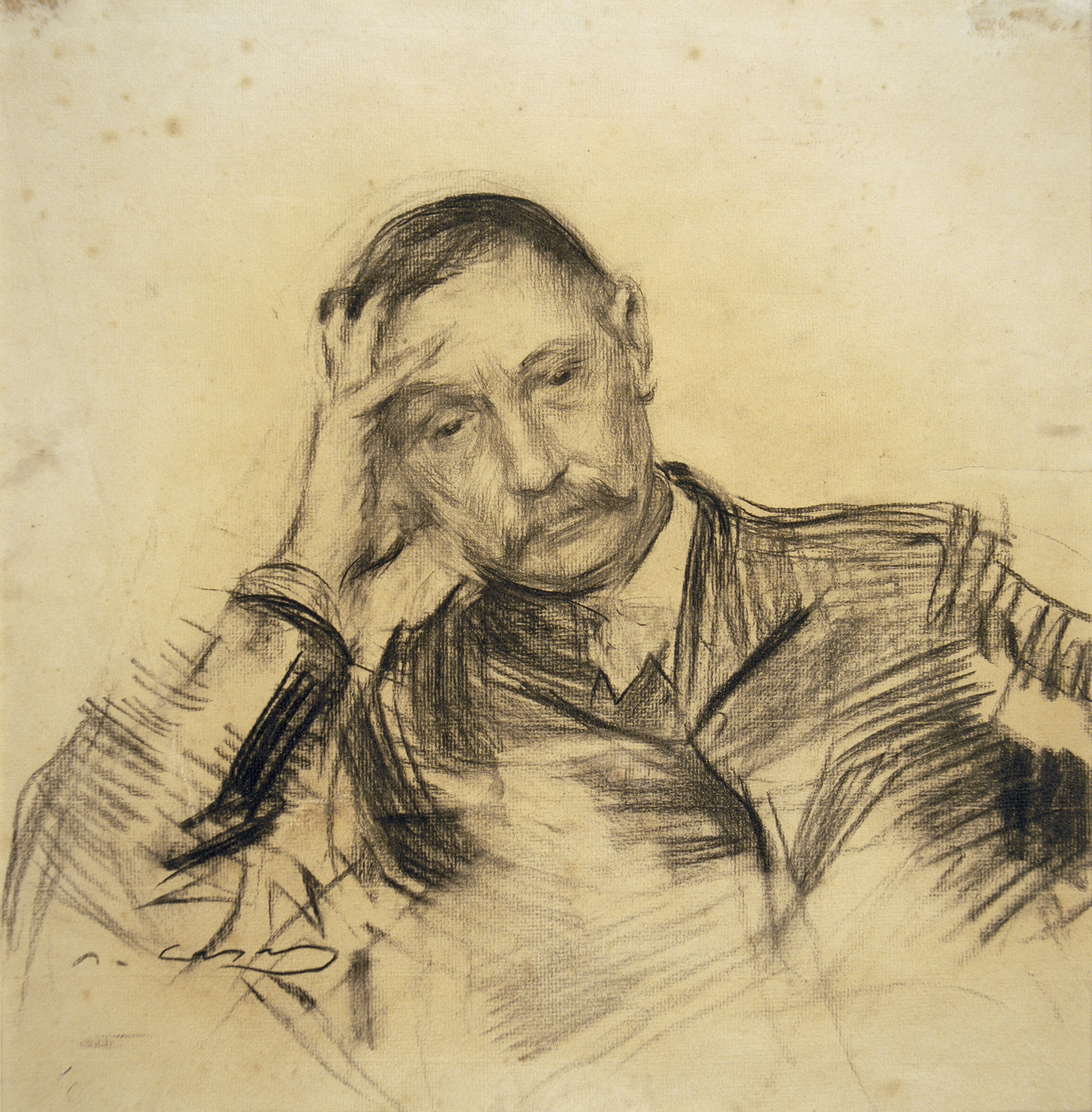
Benito Pérez Galdós vist per Ramon Casas (MNAC).

- Halma (1895) traduïda a l'alemany per Everart Vogel el 1906.
- Misericordia (1897)
- El abuelo (1904) - adaptada al cinema

### Episodios nacionales
Col·lecció de quaranta-sis novel·les històriques escrites entre 1872 i 1912.

#### Primera sèrie
| Títol                         | Any de publicació |
| ----------------------------- | ----------------- |
| Trafalgar                     | 1873              |
| La Corte de Carlos IV         | 1873              |
| El 19 de marzo y el 2 de mayo | 1873              |
| Bailén                        | 1873              |
| Napoleón en Chamartín         | 1874              |
| Zaragoza                      | 1874              |
| Gerona                        | 1874              |
| Cádiz                         | 1874              |
| Juan Martín el Empecinado     | 1874              |
| La batalla de los Arapiles    | 1875              |

#### Segona sèrie
| Títol                                   | Any de publicació |
| --------------------------------------- | ----------------- |
| El equipaje del rey José                | 1875              |
| Memorias de un cortesano de 1815        | 1875              |
| La segunda casaca                       | 1876              |
| El Grande Oriente                       | 1876              |
| 7 de julio                              | 1876              |
| Los cien mil hijos de San Luis          | 1877              |
| El terror de 1824                       | 1877              |
| Un voluntario realista                  | 1878              |
| Los Apostólicos                         | 1879              |
| Un faccioso más y algunos frailes menos | 1879              |

#### Tercera sèrie
| Títol                     | Any de publicació |
| ------------------------- | ----------------- |
| Zumalacárregui            | 1898              |
| Mendizábal                | 1898              |
| De Oñate a la Granja      | 1898              |
| Luchana                   | 1899              |
| La campaña del Maestrazgo | 1899              |
| La estafeta romántica     | 1899              |
| Vergara                   | 1899              |
| Montes de Oca             | 1900              |
| Los Ayacuchos             | 1900              |
| Bodas reales              | 1900              |

#### Quarta sèrie
| Títol                             | Any de publicació |
| --------------------------------- | ----------------- |
| Las tormentas del 48              | 1902              |
| Narváez                           | 1902              |
| Los duendes de la camarilla       | 1903              |
| La revolución de julio            | 1903-1904         |
| O'Donnell                         | 1904              |
| Aita Tettauen                     | 1904-1905         |
| Carlos VI en la Rápita            | 1905              |
| La vuelta al mundo en la Numancia | 1906              |
| Prim                              | 1906              |
| La de los tristes destinos        | 1907              |

#### Cinquena sèrie
| Títol                                                          | Any de publicació |
| -------------------------------------------------------------- | ----------------- |
| España sin rey                                                 | 1907-1908         |
| España trágica                                                 | 1909              |
| Amadeo I                                                       | 1910              |
| La Primera República                                           | 1911              |
| De Cartago a Sagunto                                           | 1911              |
| Cánovas                                                        | 1912              |
| Sagasta, Las colonias perdidas, La reina regente y Alfonso XII | (projectes)       |

### Teatre
- Realidad (1892)
- La loca de la casa (1893)
- Gerona (1893).
- La de San Quintín (1894)
- Los condenados (1894)
- Voluntad (1895)
- La fiera (1896)
- Doña Perfecta (1896)
- Electra (1901)
- Alma y vida (1902)
- Mariucha (1903)
- Amor y ciencia (1905)
- Bárbara (1905)
- Zaragoza (1908)
- Pedro Minio (1908)
- Casandra (1910)
- Celia en los infiernos (1913).
- Alceste (1914).
- Sor Simona (1915)
- El tacaño Salomón (1916).
- Santa Juana de Castilla (1918).
- Antón Caballero (1921).

## Obres basades en les de Pérez Galdós
- Federico Chueca i Joaquín Valverde. Cádiz (1886, 20-22, Teatro de Apolo, Madrid), sarsuela amb llibret de Javier de Burgos.
- Ángel Rubio y Laínez i Casimiro Espino y Teysler. El 7 de julio (1887), sarsuela amb llibret de Guillermo Perrín y Miguel de Palacios.[1]
- Moreu. ¡Trafalgar! (1889, 14-8, Teatro de Maravillas, Madrid), sarsuela amb llibret de Julio de las Cuevas i José Caldeiro.[2]
- Gerónimo Giménez. Trafalgar (1890, Teatre Principal, Barcelona), sarsuela amb llibret de Javier de Burgos.
- Pere Miquel Marquès. Magdalena (1890, 15-11, Teatro de Apolo, Madrid), sarsuela, partitura perduda; llibret de Felipe Lavín basat en Marianela[3]
- Ildefonso Moreno Carrillo. Doña Perfecta (1900, sense estrenar), òpera amb llibret de José Estrañi y Grau.
- Arturo Lapuerta. Zaragoza (1908, 5-6, Teatro Principal, Saragossa), òpera amb llibret del mateix Pérez Galdós
- Jaume Pahissa. Marianela (1923, 31-3, Gran Teatre del Liceu, Barcelona), òpera amb llibret de Serafín i Joaquín Álvarez Quintero.
- Manuel B. González. Nela (1974, 5, Hostos Community College, Nova York), òpera basada en Marianela.[4]
- Jesús Romo. Marianela, o Tu lazarillo (1984, sense estrenar).

- Rafael Tomás. Electra. Sense més dades.